# Elena Osipova
Pour les articles homonymes, voir Osipova.
Elena Osipova (en russe : Елена Александровна Осипова), née le 22 mai 1993 à Petropavlovsk-Kamtchatski, est une archère russe. Elle est double médaillée d'argent olympique aux Jeux de Tokyo.

## Biographie
Elena Osipova fait ses débuts au tir à l'arc en 2010. Ses premières compétitions internationales ont lieu en 2013. Elle est médaillée de bronze par équipes à l'Universiade d'été de 2017 à Taipei, médaillée d'argent par équipe des Championnats du monde de tir à l'arc en salle 2018 à Yankton et finaliste de la Coupe du monde de tir à l'arc de 2019 à Moscou. En 2021, elle remporte les épreuves de tir à l'arc par équipe et de tir à l'arc par équipe mixte lors des Championnats d'Europe. Elle reçoit la médaille d'argent lors de l'épreuve de tir à l'arc par équipes féminin aux Jeux olympiques d'été de 2020 (avec Ksenia Perova et Svetlana Gomboeva) ainsi qu'en tir à l'arc individuel.